# Бугославская, Наталия Яковлевна
Ната́лия Я́ковлевна Бугосла́вская (1898—1958) — советский астроном, профессор МГПИ им. В. И. Ленина.

## Биография
Родилась в Москве в 1898 году. Её родители: отец — Яков Михайлович Бугославский (1865—1957); мать — Надежда Александровна Бугославская (1868—1959). Через год родилась её младшая сестра — Евгения (1899—1960).
Начальное образование сёстры получили дома под руководством матери; астрономией они начали заниматься со школьных лет под влиянием отца, проявлявшего большой интерес к естествознанию и в частности к астрономии. С 1918 года сёстры состояли в Московском обществе любителей астрономии, а позднее работали в Коллективе наблюдателей (КОЛНАБ) при этом обществе.
В 1923 году Наталия Бугославская с отличием окончила астрономическое отделение физико-математического факультета Московского университета.
Преподавала в Московском Государственном педагогическом институте имени В. И. Ленина; была доцентом. В 1940 году успешно защитила в ЛГУ диссертацию на соискание учёной степени кандидата физико-математических наук: «Фотометрическое изучение деталей солнечной короны». Хотя после окончания МГУ сёстры Бугославские работали в разных учреждениях, они неоднократно вместе участвовали в научных исследованиях и выступали соавторами научных публикаций (Солнечная корона, прямые корональные потоки и возмущения в ионосфере / Е. Я. Бугославская, Н. Я. Бугославская. — М., 1947). Н. Я. Бугославской был сделан перевод книги Чарлза Аббота «Солнце» (М.-Л.: ОНТИ, 1936.).
В 1956 году были изданы «Лекции по общему курсу астрономии, прочитанные на 1-м курсе Географического факультета Московского Государственного педагогического института имени В. И. Ленина» (сост. доцент Н. Я. Бугославская; Под общей ред. проф. П. И. Попова. — Москва: МГПИ имени В. И. Ленина). Она была одним из научных руководителей обсерватории Педагогического института (вместе с профессором К. П. Станюковичем). В последние годы жизни — профессор географического факультета Педагогического института.
Как и её сестра, Наталия Яковлевна Бугославская была идеологом возобновления работы Всесоюзного астрономо-геодезического общества (ВАГО) при Академии наук СССР. С января 1939 года она была членом Редакционной коллегии «Бюллетеня Коллектива наблюдателей ВАГО», первый номер которого был сдан в набор в мае 1939 года, а в конце года он вышел из печати в издательстве Академии наук СССР. Она была также учёным секретарём Комиссии при Московском отделении ВАГО, созданной в 1940 году. Под общим руководством Н. Я. Бугославской, члены отдела Солнца Московского отделения ВАГО Михаил Иванович Зверьков и Евгения Максимовна Руднева собрали огромный материал по статистическим наблюдениям солнечных пятен, сделанным в Русском обществе любителей мироведения (в 1923—1924 и в 1926—1928 гг.) и в Коллективе наблюдателей (КОЛНАБ) (в 1929—1938 гг.).
Умерла в 1958 году. Похоронена в Москве, на Ваганьковском кладбище (уч. № 54), рядом с могилами родителей.
Посмертно была напечатана работа Н. Я. Бугославской «Солнечная активность и её влияние на ионосферу» (Москва; Министерство связи СССР, Связьиздат. — 1959).